# Osudy dobrého vojáka Švejka po druhé světové válce
Osudy dobrého vojáka Švejka po druhé světové válce je kniha Josefa Jaroslava Marka (pseudonym Martina Petišky), který, jak v předmluvě uvádí, je vnuk Švejkova přítele, jednoročního dobrovolníka Marka.
Volně navazuje na čtyřdílný humoristický román českého spisovatele Jaroslava Haška Osudy dobrého vojáka Švejka za světové války. Kniha byla psána v době normalizace a reflektuje humornou haškovsko-švejkovskou formou těžká padesátá léta. Je psána haškovským slohem, který je doplněn o specifický slovník padesátých let. Poprvé vyšla v roce 1992 v nakladatelství Jan, jako první díl cyklu V šest večer u Kalicha, ilustroval v duchu kreseb Josefa Lady Jiří Pěkný. Kniha se v prvním vydání ve skutečnosti, a to i podle tiráže, jmenuje (jen) Osudy dobrého Švejka po druhé světové válce.
Vyšla také v maďarštině a byla přeložena do angličtiny. V současné době vychází také elektronicky.

## Úryvky z knihy
- „Tak nám zabili Clementise, milostpane.“
- „Mír musí být,“ řekl rozvážně Švejk a podíval se přátelsky na holubici, tučnou jako drak, „mír musí být, i kdybychom se měli kvůli němu všichni povraždit. Mír, to je něco tak velkýho, jak na nás řval dozorce Karfiolek v uranovejch dolech, že by vám ho měli každýmu omlátit o držku, abyste si ho, bando aristokratická, uměli vážit.“
- „Toho Kuleše pak přeložili někam na Ukrajinu, aby školil inženýry na jaderným výzkumu, jak se to tam jmenuje, myslím, že Černobyl.“